# Musik in Guatemala

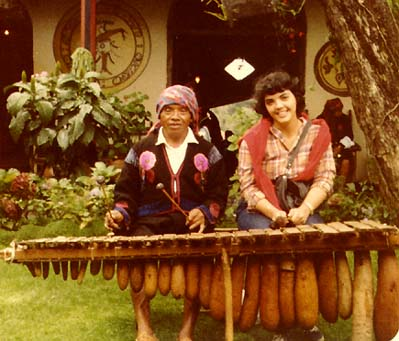
Die Marimba, das Hauptmusikinstrument Guatemalas

Die Musik in Guatemala hat ihre Wurzeln in den Überlieferungen der Urbevölkerung und europäischen Einflüssen seit Mitte des 16. Jahrhunderts. Das Nationalinstrument Guatemalas ist die Marimba. Das erste Dokument, in dem die Marimba erwähnt wird, ist ein Bericht von 1680, laut dem eine Marimbagruppe vor der Kathedrale von Antigua Guatemala nach der Festmesse auf dem Kirchplatz spielte. Das Instrument wird später von dem Historiker Domingo Juarros (1752–1820) in seinem Kompendium der Geschichte von Guatemala erwähnt und beschrieben. Das Instrument könnte jedoch bedeutend älter sein, als Nachbau einer westafrikanischen Marimba.

## Überblick
Guatemala blickt auf fast fünf Jahrhunderte Kunstmusik europäischer Prägung zurück, von den liturgischen Gesängen der spanischen Missionare ab 1524 bis zu zeitgenössischen modernen und postmodernen Kompositionen verschiedener Stilrichtungen. Ein großer Teil der in Guatemala entstandenen älteren Musik ist erst vor relativ kurzer Zeit wiederentdeckt und neu belebt worden. Auch die Musik der Maya und der zahlreichen von ihnen abstammenden Völker wird von der Musikarchäologie und Musikethnologie erforscht. Obwohl die globalisierte kommerzielle Populärmusik in der Gegenwart durch die modernen Medien die größte Präsenz im Leben der meisten Guatemalteken hat, bleibt die Marimba im Zentrum musikalischer Praxis, von der K'ojom (sprich: Koch-om) genannten volkstümlichen Ausführung bis zur chromatischen Marimba. Sie wird in Guatemala sehr ernst genommen und ist auch Gegenstand zahlreicher Debatten.

## Marimba
Die erste Ausführung ist ein einfaches diatonisches Xylophon, das bereits um 1550 von afrokaribischen Sklaven eingeführt wurde, und mit Hilfe eines Riemens von den Schultern herab vor dem Bauch des Ausführenden hängt. Die nächste Entwicklungsstufe ist ein ebenfalls diatonische Modell, das jedoch bereits auf einem hölzernen Rahmen mit vier oder sechs Beinen steht und mit primitiven Resonanzkörpern ausgerüstet ist. 1894 wird es dann durch Hinzufügen der Halbtöne (entsprechend den schwarzen Tasten einer Klaviatur) zum chromatischen Instrument, welches sich das gängige pianistische Salon-Repertoire zu eigen macht. Letztere bauliche Entwicklung ist dem Komponisten Julián Paniagua Martínez und dem Instrumentenbauer Sebastián Hurtado zu verdanken. In den ersten Jahrzehnten des 20. Jahrhunderts waren die Resonanzkästen bereits aus Zedern- oder Fichtenholz.
Die Marimbagruppe bestand ab etwa 1900 aus zwei Xylophonen, eines von vier, das andere von drei Spielern bedient. Dazu traten ein Kontrabass sowie Schlagzeug und eventuell auch Trompeten und Saxophone. Während viele Stücke der älteren Volks- und Tanzmusik weiterhin gespielt wurden, erweiterte sich das Repertoire jetzt auch durch neu komponierte Salonmusik. Komponisten dieser Walzer, Polkas und Mazurkas waren in erster Linie Domingo Bethancourt (1906–1982), Gebrüder Ovalle, Mariano Valverde (1884–1956), Wotzbelí Aguilar (1897–1940) und Belarmino Molina (1879–1950). Der Sänger Paco Pérez (1917–1951) wurde durch seinen von den Marimbagruppen verbreiteten Walzer Luna de Xelajú berühmt.

## Renaissance
Guatemala war eines der ersten Gebiete der Neuen Welt, in dem europäische Musik erklang. Als Teil der katholischen Liturgie führten die spanischen Missionare flämische und spanische Kirchenmusik ein. Die erste Kathedrale verfügte bereits über einen Chor, der sowohl gregorianisch als auch lateinische Polyphonie im Gottesdiensten sang.
In der zweiten Hälfte des 16. Jahrhunderts bereicherten die spanischen Komponisten Hernando Franco und Pedro Bermúdez sowie der Portugiese Gaspar Fernandes (1566–1629) die Kirchenmusik. Die Forschung ermittelte ein reges Musikleben um 1600 im westlichen Hochland, dem heutigen Huehuetenango. Die einheimischen Mitglieder der Kirchenchöre lernten Gesang und Polyphonie bei den Missionaren, und einige dieser einheimischen Komponisten steuerten ihre Chorlieder bei, sowohl Texte in spanischer Sprache als auch in Maya-Sprachen.

## Barock und Frühklassik
Die wichtigsten Komponisten im Spätbarock und der klassischen Zeit waren die in Guatemala geborenen Kapellmeister der Kathedrale Manuel Joseph de Quirós († 1765) und Rafael Antonio Castellanos († 1791). Letzterer verwendete Elemente der einheimischen Volksmusik in seinen Vokalwerken, hauptsächlich Weihnachtsliedern vom Typ des Villancico, wo oft charakteristische rhythmische, melodische und andere stilistische Eigenheiten der Afrokaribischen Musik hörbar werden. Seine 176 erhaltenen Kompositionen spiegeln seine Meisterschaft in dem Musikstil seiner Zeit wider wie auch seine Originalität im Einsatz von Gregorianik und barocker Mehrstimmigkeit. Castellanos Schüler wie Pedro Antonio Rojas, Manuel Silvestre Pellegeros, Francisco Aragón und Pedro Nolasco Estrada Aristondo wurden ebenfalls Meister der Kantate und des Villancico.

## Klassik und Romantik
Der Nachfolger des Letzteren als Domkapellmeister war von 1804 bis zu seinem Tod 1841 Vicente Sáenz. Zur selben Zeit wirkte sein Sohn Benedicto Sáenz der Ältere († 1831).
Unter den Komponisten klassischen Stils ist José Eulalio Samayoa (1781–1866?) der erste Komponist in der neuen Welt, der neben einer Anzahl von Kirchenwerken auch mehrere Sinfonien schuf. Seine 7. Sinfonie, dem Sieg der Föderalisten in der Schlacht von Xiquilisco (heute in El Salvador) gewidmet, ist ein Vorbild an klassischem Ebenmaß. Seine späteren Sinfonía Cívica und Sinfonía Histórica sind in einem frühromantischen Stil gehalten, mit häufigen programmatischen Episoden.
José Escolástico Andrino, der in der Hauptstadt Guatemala und in Havanna als Geiger, später in San Salvador als Organist und Beamter tätig war, komponierte ebenfalls mehrere Sinfonien. Der hochbegabte junge Organist Benedicto Sáenz d. J. († 1857) komponierte hauptsächlich Kirchenmusik, seine Messa Solenne wurde auf Anraten des namhaften italienischen Komponisten Saverio Mercadante in Paris herausgegeben. Sáenz d. J. und sein Bruder Anselmo waren auch für die Einführung der italienischen Oper in Guatemala maßgebend: Nach einigen Fehlschlägen wurden die Operninszenierungen ab 1843 große Erfolge, was zum Bau eines eindrucksvollen Nationaltheaters, des späteren Teatro Colón, führte.
Das späte 19. Jahrhundert ist in Guatemala von verschiedenen Strömungen gekennzeichnet. Neben der schon erwähnten Einführung der Oper war die Ausbildung begabter Pianisten in Italien von Bedeutung. In dieser Zeit entstanden die Militärkapellen und die chromatische Marimba wurde erfunden. Luis Felipe Arias (1876–1908), Herculano Alvarado (1879–1921), Julián González und Miguel Espinosa, die in Italien und Frankreich als Klaviervirtuosen ausgebildet wurden, führten in Guatemala die Klavierwerke von Ludwig van Beethoven, Frédéric Chopin und Franz Liszt ein. Sie beeinflussten die Pianisten der nächsten Generation wie Rafael Vásquez, Alfredo Wyld und Rafael A. Castillo, die in den ersten drei Jahrzehnten des 20. Jahrhunderts zu Ruhm gelangten.
Die Militärmusik erfuhr unter der Leitung des sächsischen Dirigenten Emil Dressner einen Aufschwung. Zu den Komponisten von Salonstücken, Opernfantasien und Tanzmusik, die sich als Schüler Dressners hervortaten, zählen Germán Alcántara (1856–1911), Rafael Álvarez Ovalle (1855–1946), Manuel Moraga (1833–1896), Julián Paniagua Martínez (1856–1946) und Fabián Rodríguez (1862–1929).
Die Erfindung und Entwicklung der chromatischen Marimba durch Julián Paniagua Martínez und dem Instrumentenbauer Sebastián Hurtado in der Hochlandstadt Quetzaltenango ab 1894 brachte das gesamte Repertoire der Salonmusik in Reichweite der Marimbaspieler, und infolgedessen kam die leichte Musik der Zeit zu einer weiten Verbreitung. Viele Stücke aus diesen Jahrzehnten werden noch in der Gegenwart von den Marimbagruppen auswendig bei allerlei gesellschaftlichen Gelegenheiten dargeboten.

## Zurück zu den Wurzeln
Im ausklingenden 19. und beginnenden 20. Jahrhundert richteten einige Komponisten ihre Aufmerksamkeit auf die Mythologie der Maya und gleichzeitig auf die Volksmusik der indianischen Bevölkerung. Diese Elemente legten sie ihren Bühnen- und Programmmusikwerken zugrunde, so dass ein neuer, in den indianischen Kulturen verwurzelter Stil entstand.
Jesús Castillo war der erste Musiker, der ab 1890 Volksmusik sammelte, die er in seinen Ouvertüren, symphonischen Dichtungen und Bühnenwerken wie der Oper Quiché Vinak verwendete. Sein Halbbruder Ricardo Castillo studierte in Paris, wo er sich sowohl die impressionistische als auch die neoklassizistische Kompositionstechnik zu eigen machte. Seine Klaviermusik und auch sein sinfonisches Schaffen vereinte die zeitgenössische Musik mit der Maya-Mythologie, in erster Linie Legenden aus dem Popol Vuh.
José Castañeda (1898–1983), der sich sein kompositorisches Handwerkszeug ebenfalls in Paris zu eigen machte, interessierte sich ebenfalls für die Mythologie der Vergangenheit, wie es in seinem Ballett La serpiente emplumada (‚Die gefiederte Schlange‘) zum Ausdruck kommt. Seine zwei Sinfonien sowie mehrere Streichquartette sind im Gegensatz hierzu abstrakt und experimentell konzipiert.
Einige unter den Jüngeren, die bei Castillo und Castañeda ihr Handwerk erworben hatten, konnten sich bei dem in Guatemala eingewanderten österreichischen Komponisten Franz Ippisch vervollkommnen. Joaquín Orellana entwickelte eine Reihe von Klangobjekten, die er von der Marimba und anderen Volksinstrumenten ableitete, und die er seinen Werken über die konfliktive Situation in seinem Lande zugrunde legt. Er arbeitete als Erster in seinem Lande auf dem Gebiet der elektroakustischen Musik. Seine Schüler, die Brüder Gandarias, sind seinem Beispiel gefolgt und haben den Großteil ihrer Arbeit mit elektroakustischen Mitteln entwickelt. Unter den jüngeren Komponisten haben mehrere postmoderne Stilmittel verwendet.

## Musikleben
Guatemala hat mehrere Sinfonie- und Kammerorchester, Militärkapellen, Chöre und Kammermusikgruppen, sowie zahlreiche Marimbagruppen.
Das Nationale Sinfonieorchester wurde 1945 von dem Violinvirtuosen Andrés Archila geleitet, dann ab 1964 von Ricardo del Carmen. In den 1970er Jahren kam ein zweiter Kapellmeister dazu, Jorge Álvaro Sarmientos, der bis dahin in der Schlagzeugabteilung gespielt hatte. Als beide Dirigenten nach spannungsreichen Jahren ab 1991 in den Ruhestand versetzt wurden, beschloss der Vorstand des Orchesters, nunmehr mit Gastdirigenten zu arbeiten und auf einen Chef zu verzichten, was sich unvorteilhaft auf die musikalische Entwicklung auswirkte. Dieses Orchester wird vom Kultusministerium unterstützt, und seine Tätigkeit ist in erster Linie didaktisch.
Ein Jugendorchester wurde 1970 von Manuel Alvarado Coronado gegründet; weitere Jugendorchester finden sich im Konservatorium und privat. Unter diesen wurde das Orchester Jesús Castillo bekannt, das von 1997 bis 2007 zusammentrat, bevor es sich auflöste. Die städtische Musikschule hat seit 2008 zwei Schülerorchester.
Unter den privat unterstützten Orchestern befinden sich das Orquesta Clásica (1990–2007), geleitet von Ricardo del Carmen an der Universität Francisco Marroquín, und das Millennium Orchester, das an der Universität Rafael Landívar probt und häufig am Nationaltheater sowie auch in Antigua konzertiert. Letzteres wurde 1993 von dem Dirigenten Dieter Lehnhoff gegründet und war 1998 bis 2003 offizielles Orchester der Stadt Guatemala.
Unter den Chören sind die Universitätsvereinigungen und der staatliche Nationalchor sehr aktiv. Zahlreiche Schul- und Amateurvereinigungen treffen sich bei mehreren jährlichen Chormusiktreffen. Seit Anfang des neuen Jahrhunderts werden regelmäßig Opern einstudiert und inszeniert, bei denen internationale Sänger gastieren.

## Ernste Musik
Die Kunstmusik Guatemalas, wie die der westlichen Musikgeschichte im Allgemeinen, wird in verschiedene historische Perioden gegliedert: Renaissance, Barock, Klassik, Romantik, Moderne und Postmoderne.

## Populärmusik
Die Unterhaltungsmusik ist in Guatemala sehr weit verbreitet: Popgruppen, Rockbands, tropische Salsa- und Merenguegruppen, Mariachiensembles sowie auch Diskjockeys und Hip-Hop-Vereinigungen sind zahlreich. Der bekannteste Popsänger ist der in Mexiko ansässige Ricardo Arjona. Ebenfalls beliebt sind unter anderen Luis Galich, Roberto Rey, Herman May, Tania Zea und Karim May. Unter den Popgruppen sind Alux Nahual, Viernes Verde, Latona und Bohemia Suburbana bekannt. Ebenfalls existiert eine kleine Metal-Szene, zu deren wichtigsten Vertretern die inzwischen in den USA beheimatete Band Volahn zählt.

## Diskographie
- Chapinlandia: Marimba Music of Guatemala. Washington, D.C.: Smithsonian Folkways Recordings, 2007. SFW CD 40542.
- Valses inolvidables de Guatemala. Guatemala: ADESCA, 2000. Orquesta Metropolitana Millennium, Dieter Lehnhoff. [3]
- Tesoros musicales de la Antigua Guatemala. Guatemala: Universidad Rafael Landívar, 2003. Orquesta Millennium, Dieter Lehnhoff.
- Melodías inolvidables de Guatemala. Guatemala: Universidad Rafael Landívar, Fundación Soros-Guatemala, 2007. Orquesta Millennium, Dieter Lehnhoff.
- Arias favoritas. Cristina Altamira. Musikrat Guatemala, 2009.